# ナファク基地攻防戦
ナファク基地攻防戦（ナファクきちこうぼうせん、ヘブライ語: הקרב על נפח、）とは、第四次中東戦争でのゴラン高原方面において1973年10月7日、ナファクとその近郊でイスラエル国防軍（以下イスラエル軍）とシリア軍との間で行われた戦闘の名称である。
ゴラン高原のほぼ中央に位置するナファクには開戦時ゴラン高原に駐屯していた師団である第36機甲師団の師団指揮所があり、またゴラン高原を南北に走る道路であるTAPラインと同じく東西にクネイトラ市とヨルダン川にかかるイスラエル本土への入り口、ブノット・ヤーコブ橋を結ぶクネイトラ街道の交差点近くに位置していた。
この戦闘で第188機甲旅団は旅団長のイツハク・ベンショハム大佐以下、副旅団長、作戦参謀を3人とも失っている。

## 戦闘前（10月6日）の状況

1973年10月6～7日におけるゴラン高原南部の状況図（ヘブライ語）。"נפח"と書いてあるところがナファク。

1973年10月6日午後2時、ダマスカス平原に展開していたシリア軍の3個歩兵師団はイスラエル軍第36機甲師団（第7機甲旅団、第188機甲旅団基幹）の守るゴラン高原への進撃を開始した。
第7機甲旅団の守るゴラン高原北部（「涙の谷」参照）ではシリア軍第7歩兵師団の進撃は延滞したものの、第188機甲旅団の守るゴラン高原南部では戦区が広く、停戦ライン「パープルライン」全域に展開する第188機甲旅団の一個機甲旅団に対して第5、第9歩兵師団二個歩兵師団が攻撃したため、6日夜にはシリア軍はやすやすと第188機甲旅団の防衛線を突破してゴラン高原に侵入、南部のエル＝アル方面、そしてナファク方面にも進撃しつつあった。第188機甲旅団も戦闘開始時の90輌から15輌にまで稼働戦車数が低下し、6日夜現在、シリア軍とエル＝アル、ナファクとの間にイスラエル軍戦車は文字通り一輌もないという状況であったがシリア軍は夜間攻撃を避け、再編成にあたった。
またTAPライン上ではツビ（ツビカ）・グリンゴールド中尉指揮の戦車隊「ツビカ隊」（ツーマンセル→単騎戦闘→中隊合流→小隊戦闘→旅団合流）が6日夜の間シリア軍第5歩兵師団所属の第47個戦車旅団に対してゲリラ戦を仕掛け、約20時間ほどシリア軍の進撃を延滞することに成功した。

## 戦闘の状況

### 午前中
10月7日早朝の7時30分にはエイタンはナファクからの司令部撤収を命じた。エイタンと司令部要員はナファクを出たがエイタンは一時間後にナファクに戻っている。このときナファク周辺に展開していたのは第188機甲旅団長イツハク・ベン＝ショハム大佐指揮の部隊（「ツビカ隊」含む）、同副旅団長ダビット・イスラエリ中佐指揮の部隊である（両方とも大体戦車15輌ほど）。
また、このころオリ・オル大佐指揮の第679予備役機甲旅団の先鋒部隊（戦車25輌）がゴラン高原に到着し始めた。エイタンはオルにクネイトラ方面に展開するよう命じた。

#### シリア軍の攻撃開始
シリア軍は11時ころからナファクに対して攻撃を開始、11時45分ごろクネイトラ近郊に展開していた第679予備役機甲旅団の戦車隊がナファクに戻った。シリア軍の戦車は一時ナファクに侵入したがイスラエル軍はこれを撃退した。
第679予備役機甲旅団所属の第93戦車大隊（ロン・ゴットフリード中佐指揮）が新たにナファクに到着した。
ナファクに展開した第679予備役機甲旅団は次のような配置を取っていた。
- アンダーソン隊（戦車2輌） - ナファク西に展開。ナファク基地に侵入したシリア戦車を迎撃した。
- エイタン・シェーファー中佐指揮の第289戦車大隊の一部（戦車7輌） - エイン・ツィヴァンから退却してきた部隊を収容、編制した。
- オリ・オル大佐指揮の旅団主力（戦車15輌） - 北東からシリア軍を攻撃。
- 副旅団長ダノン中佐指揮の部隊 - 南西からシリア軍を攻撃。

### ツビカ・グリンゴールド中尉の戦い
本項では、ナファク基地攻防戦序盤においてイスラエル軍における最殊勲を修め、さらに一週間後の戦線復帰より第188旅団の再編成に努めた戦後最大の戦車エースであるグリンゴールド中尉について記述する。
1973年10月6日、兵役満了を残り一ヶ月に控え、贖罪日の休暇でキブツの実家に帰省中であった21歳のグリンゴールドは、ラジオにてエジプト・シリア軍の侵攻を知るや否や、ヒッチハイクでナファク基地へ到着。駐屯兵力はすでに大規模な損耗に至っていた中、グリンゴールドはセンチュリオン・ショット・カルの可動車一両とウス少尉が搭乗する車両の計二両にて「ツビカ隊」を組織、第188旅団長イツハク・ベンショハム大佐の指揮のもとタップライン道沿いに進撃しシリア戦車隊の迎撃に入った。21:00前後にT-55を主幹とするシリア軍戦車6両を撃破するも、車両に電気系統故障が発生。グリンゴールド他搭乗員はウスと車両を交換し（ウスはナファクへ一度帰還）、以後単騎による戦闘に入る。シリア戦車隊を発見し、稜線射撃を主軸とした陣地転換射撃戦術で22:30頃の予備役戦車隊との合流までに10両以上の戦車と補給車とを撃破する（なおこの間、第188旅団からの通信があったものの、傍受を恐れたグリンゴールドは単騎戦闘であることを秘匿している）。予備役戦車隊と合流した直後、赤外線暗視装置を搭載したシリア軍の先制攻撃により増援戦車隊の半数以上の戦車が撃破され、部隊は壊滅。再度グリンゴールドと搭乗員は車両を乗り換えて小隊を即席で編成し戦闘を継続。7日早朝にイスラエリ中佐自らが率いる旅団本隊と合流するとシリア・イスラエル両軍残存部隊による総力戦に加わる。この戦闘でナファク基地をめぐる武力紛争は一時終結したが、帰還できた車両はグリンゴールド車を含めて二両のみという惨状であり、またベンショハム大佐およびイスラエリ中佐も戦死、正午の時点で将校の9割が死傷したことにより第188旅団は事実上壊滅した。この状況に恐慌を来した操縦手は車両から離脱、グリンゴールド自身も昏倒し病院へ後送された。
なお、この20時間にも及ぶ戦闘におけるグリンゴールドの会敵数は戦車・装甲車を合わせて200両、撃破スコアは自己申告で20両、後世の研究では共同撃破も含め30強～60両を退けたともされている。この功績により、戦後にグリンゴールドは武勇記章を与えられている。

### 午後
ゴラン高原南部各所においてイスラエル軍の戦線が突破される。ついにシリア軍攻撃部隊はナファク基地にも突入、司令部を脅かされた第36師団長のラファエル・エイタン少将はハーフトラックによって一時脱出する。
だが軍事行動と並行して進められていた予備役部隊の動員により、夜半にはガリラヤ湖北方のアリク橋近辺にて第210予備機甲師団に増援部隊が合流。師団長であるダン・ラーナー少将直々の指揮のもと、戦線突破の結果分散していたシリア軍を各個撃破しながらナファク基地を奪回した。

## ギャラリー

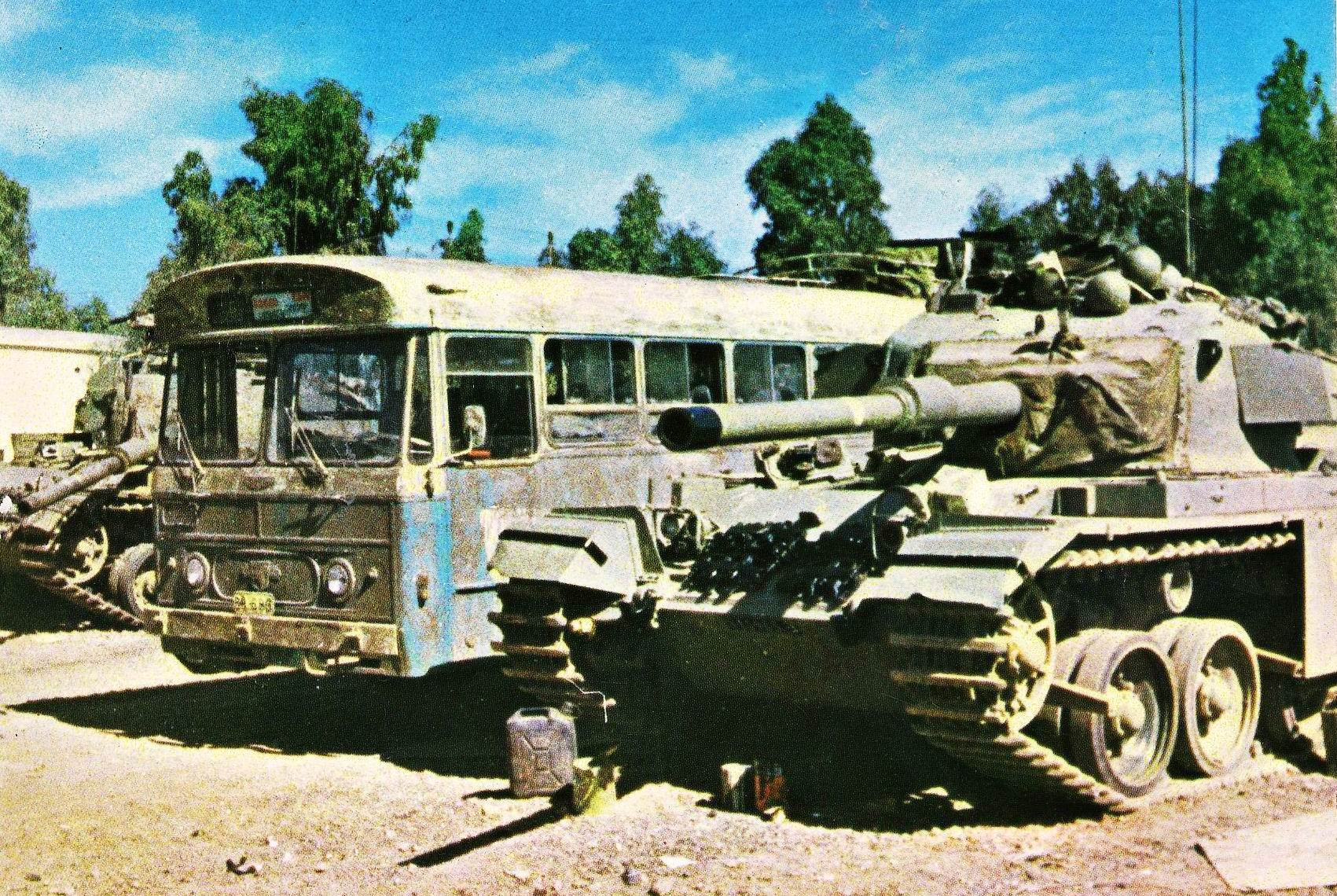
ナファクに駐車しているショット戦車と動員されたバス。
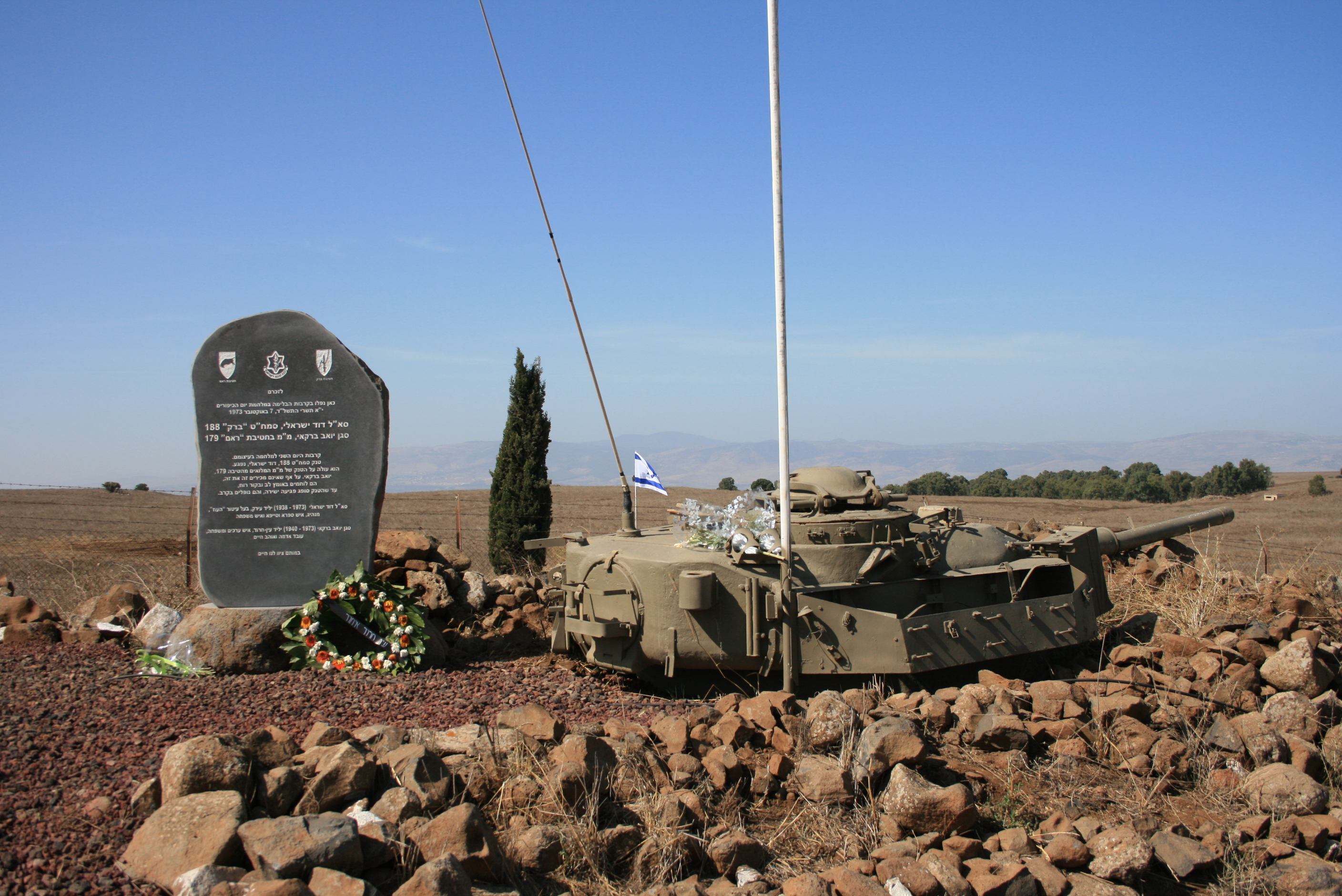
第188機甲旅団副旅団長のダビット・イスラエリ中佐と第179予備役機甲旅団副旅団長のヨアブ・バルカル中佐が戦死した場所であるナファクの南に残る記念碑。
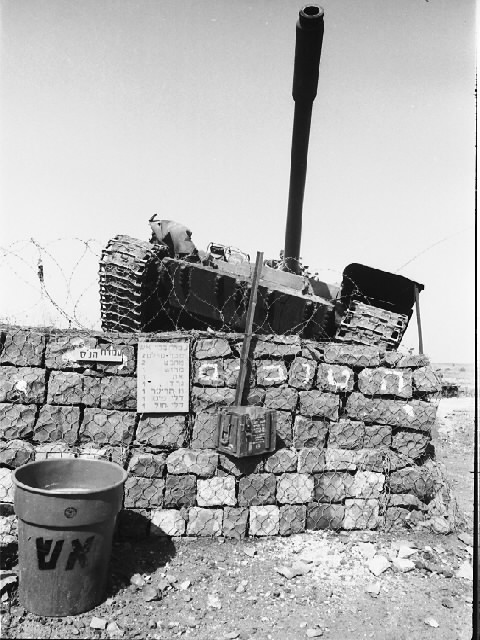
ナファク手前で撃破され、石段に乗り上げたシリア軍のT-55戦車（パープルライン上の拠点116で撃破されたとする文献も存在する）。撃破されてから2日間、エンジンがかかり続けていた。